# Joaquín Xirau Palau
Joaquín Xirau Palau (Figueras, Gerona, 23 de junho de 1895 - México, 10 de abril de 1946) foi um filósofo e pedagogo espanhol. Decano da Faculdade de Filosofia e Letras da Universidade de Barcelona, ele foi para o exílio no México após a guerra civil, onde lecionou na Universidad Nacional Autónoma de México.

## Obras
- Las condiciones de la verdad eterna de Leibniz (1921)
- Rousseau y las ideas políticas modernas (1923)
- Descartes y el idealismo subjetivista moderno (1927)
- El sentido de la verdad (1927)
- Amor y Mundo (1940)
- La filosofía de Husserl (1941)
- Lo fugaz y lo eterno (1942)
- El pensamiento y la obra de Bergson (1944)
- Cossío y la educación en España (1945)
- Ramon Llull, filosofía y mística (1945)